# Patricia Portillo
Patricia Portillo Suárez (* 8. August 1974 in Madrid) ist eine ehemalige spanische Freestyle-Skierin. Sie startete in den Buckelpisten-Disziplinen Moguls und Dual Moguls.
Portillo trat im Februar 1993 in Meiringen-Hasliberg erstmals im Freestyle-Skiing-Weltcup an, wobei sie den 24. Platz im Moguls errang und nahm bis 1996 an zehn Weltcups teil. Ihr bestes Ergebnis dabei erreichte sie im Dezember 1995 mit dem 17. Platz im Dual Moguls in Tignes. Bei den Internationalen Jugendmeisterschaften 1994 in Laajavuori belegte sie den achten Platz und bei den Olympischen Winterspielen 1994 in Lillehammer den 24. Rang im Moguls.